# Aleksander Gabszewicz
Aleksander Klemens Gabszewicz ps. „Hrabia Oleś”, „Gabsio” (ur. 6 grudnia 1911 w Szawlach, zm. 10 października 1983 w Hanley Swan) – podpułkownik pilot Polskich Sił Zbrojnych, as myśliwski Polskich Sił Powietrznych, pułkownik (ang. Group Captain) Królewskich Sił Powietrznych, mianowany przez władze RP na uchodźstwie generałem brygady.

## Życiorys
Absolwent Miejskiego Gimnazjum Koedukacyjnego w Otwocku (1931), członek Otwockiego Klubu Sportowego, gdzie uprawiał koszykówkę. W latach 1931–1934 był podchorążym Szkoły Podchorążych Piechoty w Ostrowi Mazowieckiej. Mianowany podporucznikiem ze starszeństwem z dnia 15 sierpnia 1934 roku i 61. lokatą w korpusie oficerów piechoty. W latach 1934–1935 ukończył Centrum Wyszkolenia Pilotów, po czym służył w 1 pułku lotniczym w Warszawie. W 1937 roku ukończył kurs wyższego pilotażu w Grudziądzu. W okresie od 1937 do sierpnia 1939 roku pełnił obowiązki dowódcy 113 eskadry myśliwskiej. Mianowany porucznikiem ze starszeństwem z dnia 19 marca 1938 roku w korpusie oficerów lotnictwa. Od sierpnia do 18 września 1939 roku był oficerem taktycznym IV/1 dywizjonu myśliwskiego. 1 września po godz. 6.45 wystartował z lotniska polowego Poniatowa koło Jabłonny jako dowódca klucza 114 eskadry myśliwskiej. Razem z kapralem pilotem Andrzejem Niewiarą zestrzelił pierwszy samolot Luftwaffe nad Warszawą. Tego dnia sam został zestrzelony w kolejnej walce powietrznej, w obronie stolicy. Ranny w rękę i poparzony, ratował się skokiem ze spadochronem.
Ewakuowany do Rumunii. Następnie przedostał się do Francji, gdzie do kwietnia 1940 roku pełnił służbę w eskadrze treningowej. W czerwcu 1940 roku klucz lotniczy pod jego dowództwem (podwójny klucz frontowy nr 10 „Ga”) wziął udział w walkach w składzie francuskiego dywizjonu myśliwskiego GC III/10. Od 9 października 1940 roku w składzie brytyjskiego 607 dywizjonu myśliwskiego „Durham” walczył w bitwie o Anglię.
Od 13 listopada 1940 roku był zastępcą dowódcy eskadry w 303 dywizjonie myśliwskim warszawskim. 2 lutego 1941 roku został przeniesiony do 316 dywizjonu myśliwskiego warszawskiego na stanowisko dowódcy eskadry. 1 września 1941 roku został awansowany na kapitana. Od 15 listopada 1941 roku do 4 czerwca 1942 roku dowodził 316 dywizjonem myśliwskim warszawskim. Następnie był oficerem łącznikowym w dowództwie 11 Grupy RAF. 1 września 1942 roku awansował na majora. 25 września tego roku objął funkcję komendanta 58 Ośrodka Szkolenia Bojowego. 28 stycznia 1943 roku został dowódcą 2 Polskiego Skrzydła Myśliwskiego. Od 21 czerwca do 12 grudnia 1943 roku dowodził 1 Polskim Skrzydłem Myśliwskim. 20 lutego 1944 roku objął dowództwo 18 Polskiego Sektora Myśliwskiego, największej polskiej jednostki lotnictwa myśliwskiego. 1 września 1944 roku awansował na podpułkownika. Od 12 lipca 1944 roku do 31 maja 1945 roku dowodził 131 Polskim Skrzydłem Myśliwskim. W czasie wojny wykonał 183 loty operacyjne i 201 lotów bojowych.
Po demobilizacji osiadł w Wielkiej Brytanii, gdzie zajmował się działaniami kombatanckimi – był m.in. prezesem Światowego Stowarzyszenia Lotników Polskich. 1 października 1966 Prezydent RP na Uchodźstwie August Zaleski mianował go pułkownikiem, a 1 stycznia 1974 – generałem brygady. 26 maja 1977 i 24 stycznia 1980 był powoływany na członka Głównej Komisji Skarbu Narodowego.
Zmarł 10 października 1983 roku w Hanley Swan, w hrabstwie Worcestershire. W 1992 roku jego prochy zostały przywiezione do Polski i – zgodnie z jego życzeniem – rozsypane nad Dęblinem i Poniatowem.
Jako pierwszy w historii polski lotnik został odznaczony Krzyżem Złotym Orderu Virtuti Militari. Łącznie tylko 7 lotników polskich otrzymało to odznaczenie.

## Lista zwycięstw Aleksandra Gabszewicza
Został sklasyfikowany na 8. pozycji na „liście Bajana”. Przyznano mu 9 i 1/2 pewnych (8 indywidualnych i 3 zespołowe) i 1 i 1/3 prawdopodobnych zestrzeleń oraz 3 uszkodzone samoloty nieprzyjaciela.
Zestrzelenia pewne
- 01.09.1939 – 1/2 He 111 (wspólnie z kpr. pil. Andrzejem Niewiarą)
- 01.06.1940 – He 111 (z 1/KG 55, rozbił się w rejonie Dagneux[16])
- 01.04.1941 – 1/2 He 111 (wspólnie z ppor. pil. Bohdanem Andersem)
- 24.07.1941 – 1/2 Bf 109 (wspólnie z kpt. pil. Juliuszem Frey)
- 24.07.1941 – Bf 109
- 10.04.1942 – Fw 190
- 25.04.1942 – Fw 190
- 27.04.1942 – Fw 190
- 04.04.1943 – Fw 190
- 04.07.1943 – Fw 190
- 06.07.1943 – Fw 190

Zestrzelenia prawdopodobne
- 05.05.1942 – Fw 190
- 06.05.1942 – 1/3 Fw 190 (wspólnie z ppor. pil. Jerzym Radomskim i por. pil. Władysławem Walendowskim)

uszkodzenia
- 24.07.1941 – Bf 109
- 27.03.1942 – Fw 190
- 19.08.1943 – Fw 190

## Ordery i odznaczenia
- Krzyż Złoty Orderu Wojennego Virtuti Militari nr 29 – 13 marca 1944[17] – jako pierwszy polski lotnik w historii
- Krzyż Srebrny Orderu Wojennego Virtuti Militari nr 9425[18] – 28 sierpnia 1942
- Krzyż Komandorski Orderu Odrodzenia Polski – 10 grudnia 1973[19]
- Krzyż Walecznych czterokrotnie – 31 października 1947
- francuski Croix de Guerre 1939-1945 – 7 lipca 1943
- brytyjski Distinguished Service Order dwukrotnie – 15 maja 1944
- brytyjski Distinguished Flying Cross – 20 sierpnia 1942
- niderlandzki Order Oranje-Nassauu – 1947